# Thomisus albens
Thomisus albens là một loài nhện trong họ Thomisidae.
Loài này thuộc chi Thomisus. Thomisus albens được Octavius Pickard-Cambridge miêu tả năm 1885.